# Cionosicyos macranthus
Cionosicyos macranthus là một loài thực vật có hoa trong họ Cucurbitaceae. Loài này được (Pittier) C.Jeffrey mô tả khoa học đầu tiên năm 1971.